# Мартино (Курганская область)
Мартино — село в Макушинском районе Курганской области России. Входит в состав Чебаковского сельсовета.

## География
Село находится на востоке Курганской области, в пределах юго-западной части Западно-Сибирской равнины, на восточном берегу озера Большое Мартино, на западном берегу озера Марченок, в лесостепной зоне, на расстоянии примерно 31 километра (по прямой) к юго-юго-западу (SSW) от города Макушина, административного центра района. Абсолютная высота — 136 метров над уровнем моря.

### Климат
Климат характеризуется как резко континентальный, с холодной продолжительной малоснежной зимой и жарким сухим летом. Средняя температура воздуха самого холодного месяца (января) составляет −18,4 °C (абсолютный минимум — −47 °С); самого тёплого месяца (июля) — 18,5 °C (абсолютный максимум — 39 °С). Безморозный период длится 120 дней. Годовое количество атмосферных осадков — 323 мм, из которых большая часть выпадает в тёплое время года. Продолжительность периода с устойчивым снежным покровом равна 160 дням.

## Население
| 1989 | 2002 | 2010 | 2012 | 2013 | 2014 | 2015 |
| ---- | ---- | ---- | ---- | ---- | ---- | ---- |
| 534  | ↘440 | ↘313 | ↘297 | ↘264 | ↘255 | ↘243 |
| 2016 | 2017 | 2018 |      |      |      |      |
| ↘230 | ↘221 | ↘216 |      |      |      |      |

Гендерный состав
По данным Всероссийской переписи населения 2010 года в гендерной структуре населения мужчины составляли 48,2 %, женщины — соответственно 51,8 %.
Национальный состав
Согласно результатам Всероссийской переписи населения 2002 года, в национальной структуре населения русские составляли 98 %.